# ケン・ウィリス
ケン・ウィリス（Ken Willis、1966年10月6日- ）はケンタッキー州オーエンズボロ出身のアメリカンフットボール選手。NFLの3チームで1990年から1992年までプレーした。ポジションはプレースキッカー。
ケンタッキー大学でプレーした後、1990年4月にドラフト外でダラス・カウボーイズに入団してプレースキッカーを務めた。1991年にはワシントン・レッドスキンズのチップ・ローミラーに次いでNFC2位の118点をあげたがジミー・ジョンソンヘッドコーチは彼より優れたキッカーを求め、1992年にプランB（フリーエージェント制導入前の当時各チームが主力選手37名をプロテクトできた制度）でタンパベイ・バッカニアーズに移籍した。バッカニアーズではシーズン中に解雇されたものの、マット・バーの故障したニューヨーク・ジャイアンツとその2週間後契約しプレーした。足の疲労骨折のため、そのシーズンで選手生活を断念し数学教師となった。